# نادي الشارقة واندررز
نادي الشارقة واندررز الرياضي هو نادي رياضي مقره في سمنان إحدى ضواحي الشارقة في الإمارات. ولطالما حظي بشعبية كبيرة لدى مجتمع المغتربين الغربيين في الشارقة، وهو مركز لمجموعة من الأحداث الرياضية والمجتمعية بما في ذلك الرجبي والكريكيت وكرة القدم والسباحة. يضم النادي أيضًا ناديًا للغولف. وكان لسنوات عديدة موقع مشترك مع مدرسة الشارقة الإنجليزية.

## تاريخ
تأسس نادي الشارقة واندررز في عام 1976 عندما أرادت مجموعة من المغتربين الذين يعيشون في الشارقة ويعملون في شركات البناء هالكرو وتارماك إنشاء ملعب للرجبي. اقتربت المجموعة، التي لعب الكثير منها لفريق دبي إكسيلز للرجبي، من حاكم الشارقة، سلطان بن محمد القاسمي، وطلبوا أن يسمح لهم ببناء مثل هذا الملعب، ومنح الحاكم الأرض، في ذلك الوقت، في موقع بعيد عن المدينة ولا يمكن الوصول إليه إلا بواسطة سيارات الدفع الرباعي. وأدى الجهد المجتمعي إلى بناء الملعب والنادي الذي تطور ليصبح مركزًا مجتمعيًا، مع فريق الرجبي الذي يحمل نفس الاسم.
يُعد نادي الشارقة واندررز للرجبي أحد أشهر وأقدم أندية الرجبي في الإمارات العربية المتحدة. تستضيف عددًا من بطولات الرجبي الوطنية. تحتفظ شركة واندررز بمرافق رياضية في سمنان وملعب غولف رملي مكون من 18 حفرة قبالة طريق مطار الشارقة. كما أنها موطن لنادي الشارقة واندررز البريطاني.